# Transkonduktans
Transkonduktans (för överföringskonduktans), även sällan kallad ömsesidig konduktans, är förändringen av strömstyrka med avseende på den elektriska spänning som appliceras. I elektronrör och FET-applikationer är det lätt att förstå då de båda är spänningsstyrda strömgeneratorer. Men i fallet bipolär transistor är det svårare att förstå. Dock har de också en transkonduktans som definieras av:
{\displaystyle g_{m}={\frac {I_{CQ}}{V_{T}}}\quad } Siemens
där ICQ är kollektorströmmen när transistorn är biaserad och därmed försatt i arbetspunkt och VT är en konstant som beror på vald transistor ofta rör det sig om värden i storleksordningen 25mV.
Transadmittans (eller transferadmittans) är AC-ekvivalenten till transkonduktans. 

## Definition

Modell av transkonduktansanordning

Transkonduktans betecknas mycket ofta som en konduktans, gm, with a subscript, m, med en subskript, m, för ömsesidig. Den definieras som: 
{\displaystyle g_{\text{m}}={\frac {\Delta I_{\text{out}}}{\Delta V_{\text{in}}}}}
För liten växelström är definitionen enklare:
{\displaystyle g_{\text{m}}={\frac {i_{\text{out}}}{v_{\text{in}}}}}
SI-enheten för transkonduktans är siemens, med symbolen S, som i konduktans.

## Transresistans
Transresistans (för överföringsresistans), även sällsynt refererad som ömsesidigt motstånd, är dualen av transkonduktans. Det anger förhållandet mellan en förändring av spänningen vid två utgångspunkter och en relaterad förändring av ström genom två ingångspunkter, och betecknas som rm: 
{\displaystyle r_{\text{m}}={\frac {\Delta V_{\text{out}}}{\Delta I_{\text{in}}}}}
SI-enheten för transresistans är helt enkelt ohm, som i resistans.
Transimpedans (eller överföringsimpedans) är AC-ekvivalenten till transresistans, och är dual av transadmittans.

## Komponenter

### Vakuumrör
För vakuumrör definieras transkonduktans som förändringen i plattans (anod) ström delat med motsvarande förändring i nät/katodspänningen, med en konstant platta (anod) till katodspänning. Typiska värden på gm för ett vakuumrör med liten signal är 1 till 10 mS. Det är en av de tre karakteristiska konstanterna för ett vakuumrör, de andra två är dess förstärkning μ (my) och plattresistans rp eller ra. Van der Bijls ekvation definierar deras relation enligt följande: 
{\displaystyle g_{\mathrm {m} }={\frac {\mu }{r_{\mathrm {p} }}}}

### Fälteffekttransistorer
På liknande sätt, i fälteffekttransistorer, och i synnerhet MOSFET:er, är transkonduktans förändringen i kollektorströmmen dividerad med den lilla förändringen i gate-source-spänningen med en konstant dräneringskällspänning. Typiska värden på gm för en fälteffekttransistor med liten signal är1 till 30 mS.
Med Shichman–Hodges-modellen kan transkonduktansen för MOSFET uttryckas som
{\displaystyle g_{\text{m}}={\frac {2I_{\text{D}}}{V_{\text{OV}}}},}
därID är DC-dräneringsströmmen vid förspänningspunkten och VOV är överväxlingsspänningen, vilket är skillnaden mellan förspänningspunktens grindkällspänning och tröskelspänningen (det vill säga VOV ≡ VGS – Vth).:p. 395, Eq. (5.45)(5.45)  Överstyrningsspänningen (ibland känd som den effektiva spänningen) väljs vanligtvis till cirka 70–200 mV för 65 nm processnoden (ID ≈ 1,13 mA/μm × bredd) för en gm på 11–32 mS/μm.: sid. 300, Tabell 9.2: sid. 15, §0127 
Dessutom ges transkonduktansen för korsningen FET av
{\displaystyle g_{\text{m}}={\frac {2I_{\text{DSS}}}{|V_{\text{P}}|}}\left(1-{\frac {V_{\text{GS}}}{V_{\text{P}}}}\right),}
därVP är pinchoff-spänningen och IDSSär den maximala dräneringsströmmen. 

### Bipolära transistorer
gm för bipolära småsignaltransistorer varierar stort och är proportionell mot kollektorströmmen. Den har ett typiskt utbud av1 till 400 mS. Ingångsspänningsändringen appliceras mellan basen/emittern och effekten är förändringen i kollektorström som flyter mellan kollektorn/emittern med en konstant kollektor/emitterspänning.
Transkonduktansen för den bipolära transistorn kan uttryckas som
{\displaystyle g_{\mathrm {m} }={\frac {I_{\mathrm {C} }}{V_{\mathrm {T} }}}}
där IC är DC-kollektorströmmen vid Q-punkten och VT är den termiska spänningen, typiskt ca 26 mV vid rumstemperatur. För en typisk ström av 10 mA, gm ≈ 385 mS. Ingångsimpedansen är strömförstärkningen (β) dividerad med transkonduktansen.
Utgångens (kollektor) konduktans bestäms av Early-spänningen och är proportionell mot kollektorströmmen. För de flesta transistorer i linjär drift ligger den långt under100 μS.

## Förstärkare

### Transkonduktansförstärkare
En transkonduktansförstärkare (gm-förstärkare) avger en ström som är proportionell mot dess inspänning. I nätverksanalys definieras transkonduktansförstärkaren som en spänningsstyrd strömkälla (VCCS). Dessa förstärkare ses vanligtvis installerade i en cascode-konfiguration, vilket förbättrar frekvensgången.
En idealisk transkonduktansförstärkare i en spänningsföljarkonfiguration beter sig vid utgången som ett motstånd med värdet 1/gm mellan en buffrad kopia av inspänningen och utgången. Om följaren laddas av en kondensator C, har spänningsföljaröverföringsfunktionen en enkelpol med tidskonstantC/gm, eller beter sig likvärdigt som ett 1:a ordningens lågpassfilter med en −3 dB bandbredd på gm/2πC.

#### Operationella transkonduktansförstärkare
En operationell transkonduktansförstärkare (OTA) är en integrerad krets som kan fungera som en transkonduktansförstärkare. Dessa har normalt en ingång som gör att transkonduktansen kan styras.

### Transresistansförstärkare
En transresistansförstärkare matar ut en spänning som är proportionell mot dess ingångsström. Transresistansförstärkaren kallas ofta för en transimpedansförstärkare, speciellt av halvledartillverkare.
Termen för en transresistansförstärkare i nätverksanalys är strömstyrd spänningskälla (CCVS).
En grundläggande inverterande transresistansförstärkare kan byggas av en operationsförstärkare och ett motstånd. Anslut helt motståndet mellan utgången och den inverterande ingången på operationsförstärkaren och anslut den icke-inverterande ingången till jord. Utspänningen kommer då att vara proportionell mot ingångsströmmen vid den inverterande ingången, minskande med ökande inström och vice versa.
Specialförstärkare med chiptransresistans (transimpedans) används i stor utsträckning för att förstärka signalströmmen från fotodioder vid den mottagande änden av fiberoptiska länkar med ultrahög hastighet.